# Droga wojewódzka 215
Die Droga wojewódzka 215 (DW 215) ist eine polnische Woiwodschaftsstraße, die in Ost-West- und in Nord-Süd-Richtung im nordöstlichen Bereich der Woiwodschaft Pommern verläuft. Mit ihren 22 Kilometern Gesamtlänge gehört sie zu den kürzesten Woiwodschaftsstraßen in Polen.
Die DW 215 beginnt in Władysławowo (Großendorf) und verläuft zunächst parallel zur Ostseeküste bis zum Nadmorski Park Krajobrazowy (Küstenlandschaftsschutzpark) bei Karwia (Karwen), um dann nach Süden in die Kaschubische Schweiz zu führen. Auf ihrem Weg durchzieht sie als einzigen Kreis den Powiat Pucki (Putzig) und verbindet die Woiwodschaftsstraßen DW 216 und DW 213.

## Streckenverlauf
Woiwodschaft Pommern:
Powiat Pucki (Kreis Putzig):
- Władysławowo (Großendorf) (DW 216: Puck (Putzig) – Celbowo (Celbau) – Reda (Rheda) ↔ Jastarnia (Heisternest) – Hel (Hela))
- Wł.-Chłapowo (Chlapau)
- Rozewie (Rixhöft)
- Jastrzębia Góra (Habichtsberg)
- Ostrowo (Ostrau)
- Karwia (Karwen)
- Sławoszynko (Klein Schlawoschin)
- Sławoszyno (Schlawoschin)
- Sulicice (Sulitz) (DW 213: Celbowo (Celbau) ↔ Krokowa (Krockow) – Wicko (Vietzig) – Słupsk (Stolp))